# Remy LaCroix
Remy LaCroix (San Francisco, California, 26 de junio de 1988) es una actriz pornográfica estadounidense.

## Primeros años
Antes de ingresar en la industria para adultos, Ashley fue una performer en diversos festivales de la cultura alternativa del oeste americano, como el Burning Man. Su actuación incluía danza con fuego, con telas y hula hoop.

## Carrera
LaCroix ingresó a la industria pornográfica en diciembre de 2011, grabando una escena de gang bang para Kink.com. Trabajó durante 6 meses, para luego anunciar su retiro, alegando agotamiento.
Continuó trabajando en sus compromisos previamente adquiridos, trabajando para el departamento de talento de Kink.com y promocionando sus películas. Decidió volver a rodar nuevas escenas en noviembre de 2012.
Antes de ingresar a la industria pornográfica, LaCroix se desempeñaba como bailarina especializada en danza con fuego, telas acrobáticas y danza con hula hoop en Burning Man, así como en otros festivales musicales.
En 2013, LA Weekly la listó en el décimo puesto de su lista de "10 estrellas pornográficas que podrían ser la próxima Jenna Jameson". También figura en el listado publicado por la CNBC, "The Dirty Dozen: Las estrellas pornográficas más populares" en 2013 y 2014.
A finales de 2016 decidía abandonar la industria pornográfica. En enero de 2017 anunció que estaba embarazada. Volvió a reincorporarse a la industria en 2020.
Ha rodado más de 450 películas entre producciones originales y compilaciones.

## Premios y nominaciones
- 2013 − Premio AVN − Best New Starlet.[7][12]
- 2013 − Premio AVN − Best Tease Performance – Remy (con Lexi Belle).[12]
- 2013 − Premio XBIZ − Best Actress (Couples-Themed Release) – Torn.[13]
- 2013 − Premio XRCO − New Starlet.[14]
- 2013 − Premio XCritic Fans Choice – Best New Starlet[15]
- 2013 − Premio TLA RAW − Best Female Newcomer (junto con Riley Reid).[16]
- 2013 – Premio Galaxy – Best New Female Performer (America).[17]
- 2013 – Premio Sex – Porn’s Perfect Girl/Girl Screen Couple – (con Riley Reid).[18]
- 2014 – Premio AVN – Best Actress – The Temptation of Eve[19]
- 2014 – Premio AVN – Best Girl/Girl Sex Scene – Girl Fever (con Riley Reid)[19]
- 2014 – Premio AVN – Best Three-Way Sex Scene (Girl/Girl/Boy) – Remy 2 (con Riley Reid y Manuel Ferrara)[19]
- 2014 – Premio XBIZ – Best Actress (Feature Movie) – The Temptation of Eve.[20]